# هسن‌لیگا
هسن‌لیگا (تا سال ۲۰۰۸ اوبرلیگا هسن) نام بالاترین رده از لیگ‌های فوتبال آلمان در ایالت هسن می‌باشد. این لیگ یکی از چهارده اوبرلیگای فوتبال آلمان می‌باشد که زیرمجموعهٔ پنجمین لایه در سیستم نظام طبقه‌بندی لیگ‌های فوتبال آلمان است.
تا پیش از معرفی لیگا ۳ در سال ۲۰۰۸، این دسته در چهارمین ردهٔ لیگ‌های آلمان بود.

## نگاه کلی
این لیگ در سال ۱۹۴۵ تشکیل شده‌است و بجز دو فصل اول آن، تمامی فصول به‌صورت تک‌دسته‌ای بازی شده‌اند. این لیگ تا سال ۱۹۵۰ با نام لاندس‌لیگا هسن شناخته می‌شد و دستهٔ دوم سیستم نظام طبقه‌بندی لیگ‌های فوتبال آلمان را تشکیل می‌داد.
با معرفی اوبرلیگا ساد ۲ در سال ۱۹۵۰، نام این لیگ از لاندس‌لیگا هسن به آماتورلیگا هسن تغییر یافت. این لیگ تا سال ۱۹۷۸ با همین نام شناخته می‌شد تا اینکه در سال ۱۹۹۴، نام آن به اوبرلیگا هسن تغییر یافت.
آخرین تغییر نام این لیگ نیز در سال ۲۰۰۸ انجام شد؛ جایی که نام آن از اوبرلیگا هسن به هسن‌لیگا تغییر یافت. در سال ۱۹۹۴، با معرفی ریجنالیگاها، شش باشگاه فوتبال از هسن بر اساس عملکردهایشان در سه فصل آخر، صلاحیت شرکت در لیگ جدید را داشتند. این باشگاه‌ها عبارت‌اند از:
- کیکرز اوفن‌باخ
- دارمشتات
- وهن وایس‌بادن
- اگلس‌باخ
- هسن کسل
- رات-وایس فرانکفورت

در ابتدا قرار بود باشگاه فوتبال اف‌اس‌وی فرانکفورت نیز در این لیگ حضور پیدا کند ولی به بوندس‌لیگا ۲ انتقال یافت.

## قهرمانان هسن‌لیگا
قهرمانان این لیگ از سال ۱۹۴۵ عبارت‌اند از: 
| فصل     | باشگاه                              |
| ------- | ----------------------------------- |
| ۱۹۴۵–۴۶ | اس‌وی ویس‌بادن ویکتوریا آشافن‌برگ      |
| ۱۹۴۶–۴۷ | رودل‌هایمر اف‌سی ۲ رات-وایس فرانکفورت |
| ۱۹۴۷–۴۸ | رودل‌هایمر اف‌سی ۲                    |
| ۱۹۴۸–۴۹ | هسن کسل                             |
| ۱۹۴۹–۵۰ | دارمشتات ۹۸                         |
| ۱۹۵۰–۵۱ | المپیا لمپرتایم                     |
| ۱۹۵۱–۵۲ | المپیا لمپرتایم                     |
| ۱۹۵۲–۵۳ | هانائو ۹۳                           |
| ۱۹۵۳–۵۴ | بروسیا فولدا                        |
| ۱۹۵۴–۵۵ | بد همبورگ                           |
| ۱۹۵۵–۵۶ | نئو-آیزن‌برگ                         |
| ۱۹۵۶–۵۷ | بروسیا فولدا                        |
| ۱۹۵۷–۵۸ | فرایدبرگ                            |
| ۱۹۵۸–۵۹ | ماربورگ                             |
| ۱۹۵۹–۶۰ | بروسیا فولدا                        |
| ۱۹۶۰–۶۱ | هانائو ۹۳                           |
| ۱۹۶۱–۶۲ | دارمشتات ۹۸                         |
| ۱۹۶۲–۶۳ | گایسن                               |
| ۱۹۶۳–۶۴ | دارمشتات ۹۸                         |
| ۱۹۶۴–۶۵ | اوپل روسل‌شایم                       |
| ۱۹۶۵–۶۶ | ژرمانیا ویس‌بادن                     |
| ۱۹۶۶–۶۷ | اس‌وی ویس‌بادن                        |
| ۱۹۶۷–۶۸ | رات-وایس فرانکفورت                  |

| فصل     | باشگاه               |
| ------- | -------------------- |
| ۱۹۶۸–۶۹ | اف‌اس‌وی فرانکفورت     |
| ۱۹۶۹–۷۰ | آینتراخت فرانکفورت ۲ |
| ۱۹۷۰–۷۱ | دارمشتات ۹۸          |
| ۱۹۷۱–۷۲ | وی‌اف‌آر برشتات        |
| ۱۹۷۲–۷۳ | اف‌اس‌وی فرانکفورت     |
| ۱۹۷۳–۷۴ | ویکتوریا آشافن‌برگ    |
| ۱۹۷۴–۷۵ | اف‌اس‌وی فرانکفورت     |
| ۱۹۷۵–۷۶ | کااس‌وی بانتال        |
| ۱۹۷۶–۷۷ | وی‌اف‌آر برشتات        |
| ۱۹۷۷–۷۸ | هانائو ۹۳            |
| ۱۹۷۸–۷۹ | وی‌اف‌آر برشتات        |
| ۱۹۷۹–۸۰ | هسن کسل              |
| ۱۹۸۰–۸۱ | ویکتوریا گرایش‌هایم   |
| ۱۹۸۱–۸۲ | اف‌اس‌وی فرانکفورت     |
| ۱۹۸۲–۸۳ | وی‌اف‌آر برشتات        |
| ۱۹۸۳–۸۴ | وی‌اف‌آر برشتات        |
| ۱۹۸۴–۸۵ | ویکتوریا آشافن‌برگ    |
| ۱۹۸۵–۸۶ | کیکرز اوفنباخ        |
| ۱۹۸۶–۸۷ | کیکرز اوفنباخ        |
| ۱۹۸۷–۸۸ | ویکتوریا آشافن‌برگ    |
| ۱۹۸۸–۸۹ | هسن کسل              |
| ۱۹۸۹–۹۰ | رات-وایس فرانکفورت   |
| ۱۹۹۰–۹۱ | هسن کسل              |
| ۱۹۹۱–۹۲ | ویکتوریا آشافن‌برگ    |
| ۱۹۹۲–۹۳ | کیکرز اوفنباخ        |

| فصل     | باشگاه               |
| ------- | -------------------- |
| ۱۹۹۳–۹۴ | اف‌اس‌وی فرانکفورت     |
| ۱۹۹۴–۹۵ | اس‌سی نئو             |
| ۱۹۹۵–۹۶ | بروسیا فولدا         |
| ۱۹۹۶–۹۷ | اس‌وی وهن             |
| ۱۹۹۷–۹۸ | اف‌اس‌وی فرانکفورت     |
| ۱۹۹۸–۹۹ | دارمشتات ۹۸          |
| ۱۹۹۹–۰۰ | کلاین-کاربن          |
| ۲۰۰۰–۰۱ | بروسیا فولدا         |
| ۲۰۰۱–۰۲ | آینتراخت فرانکفورت ۲ |
| ۲۰۰۲–۰۳ | اشبورن               |
| ۲۰۰۳–۰۴ | دارمشتات ۹۸          |
| ۲۰۰۴–۰۵ | اشبورن               |
| ۲۰۰۵–۰۶ | هسن کسل              |
| ۲۰۰۶–۰۷ | اف‌اس‌وی فرانکفورت     |
| ۲۰۰۷–۰۸ | دارمشتات ۹۸          |
| ۲۰۰۸–۰۹ | اس‌سی وایلدگریمز      |
| ۲۰۰۹–۱۰ | اف‌اس‌وی فرانکفورت ۲   |
| ۲۰۱۰–۱۱ | بایرن آلزنائو        |
| ۲۰۱۱–۱۲ | اشبورن               |
| ۲۰۱۲–۱۳ | کااس‌وی بانتال        |
| ۲۰۱۳–۱۴ | اس‌وی یوگس‌هایم        |
| ۲۰۱۴–۱۵ | تی‌اس‌وی استاین‌باخ     |
| ۲۰۱۵–۱۶ | تتونیا واتزن‌بورن     |
| ۲۰۱۶–۱۷ | هسن درای‌ایخ          |
| ۲۰۱۷–۱۸ | هسن درای‌ایخ          |